# Armand Bertin
Pour les articles homonymes, voir Bertin.
Armand Marie Louis Bertin, né le 10 juin 1801 à Paris, mort le 12 janvier 1854, est un journaliste français.

## Biographie
Fils de Bertin l’Ainé, il fut admis, dès 1820, au nombre des collaborateurs de la feuille paternelle, le Journal des débats avant d’accompagner, comme secrétaire d’ambassade à Londres, Chateaubriand, en 1822. À la mort de son père (1841), il prit la rédaction en chef du Journal des Débats et lui conserva son rang élevé parmi les organes politiques et littéraires, écrivant des articles remarqués et sachant, comme son père, conserver dans la direction de son journal, tout dévoué qu’il fût d’ailleurs au pouvoir, une certaine indépendance. Louis-Philippe lui ayant envoyé un jour, pour être publié dans le Journal des Débats, un article vantant outre toute mesure les hauts faits de son fils le duc d’Aumale en Algérie, Bertin lui renvoya le manuscrit tout biffé, trait d’indépendance dont le vieux roi lui garda constamment rancune.
Depuis la révolution de Juillet, le Journal des Débats, fortement attaché à la monarchie de Juillet, avait fait une certaine opposition à tous les ministères qui tendaient à restreindre l’influence royale, attaquant Laffitte, soutenant Casimir Perier, Molé, attaquant la coalition, Thiers, etc., puis attaquant et défendant tour à tour Guizot, etc. Sous la direction de Bertin, le Journal auxquels s’étaient adjoints Cuvillier-Fleury, précepteur du duc d’Aumale, Alloury, Michel Chevalier, Benazet, Th. Fix, Lemoinne, Philarète Chasles, Guéroult, Saint-Ange, Berlioz, continua la même politique. Combattant toute réforme, s’il était parfois en opposition avec les ministres, il ne semblait du moins jamais l’être avec ce qu’on appelait la « pensée immuable ».
Après la révolution de 1848, Bertin réussit à assurer l’existence du Journal des Débats singulièrement compromise à cause de tous ses antécédents, mais en se maintenant avec une grande habileté au point de vue du parti libéral conservateur, tandis que beaucoup d’autres journaux qui avaient jusqu'alors défendu les mêmes principes se jetaient dans la réaction la plus violente, ou bien adoptaient les idées révolutionnaires les plus extrêmes. Ne cachant ni sa couleur ni ses regrets, le Journal des Débats combattit les gouvernements qui se succédèrent avec toute la latitude que lui laissaient la loi ou les circonstances, sans jamais se départir de l’urbanité des gens bien élevés, même dans des camps opposés.
Tous les rapports des gens de lettres et des artistes avec Bertin, d’un caractère bon et sociable, étaient de la nature la plus bienveillante. Fidèle à la tactique paternelle, il avait fait donner des croix, des pensions, des missions, des rubans de toutes couleurs à tous ses collaborateurs, sans jamais rien accepter pour lui-même. Aussi fut-il généralement regretté, même de ses adversaires, lorsqu’il mourut d’apoplexie. Son frère ainé, le peintre Édouard Bertin, qui s’était fait un nom comme paysagiste, lui succéda à la direction du journal.
Sa sœur était la poétesse et compositrice de musique Louise Bertin.
Ses gendres étaient l'homme politique libéral Léon Say et le joaillier Jules Bapst, qui a dirigé le Journal des débats de 1871 à 1883.